# 인민예산
인민예산(People's Budget)은 자유당 정부의 제안으로, 1908년 노령 연금법에 따른 비기여 노령 연금과 같은 새로운 사회 복지 프로그램 자금을 마련하기 위해 영국 부유층의 토지와 소득에 전례 없는 세금을 도입했다. 이 예산안은 1909년 하원을 통과했지만, 영국 상원에 의해 1년 동안 저지당한 후 1910년 4월에 법으로 제정되었다.
이 예산안은 재무장관인 데이비드 로이드 조지와 당시 상무원 장관이자 자유당 동료였던 그의 젊은 동맹인 윈스턴 처칠에 의해 추진되었다. 이들은 일부 보수당 동시대인들에게 "끔찍한 쌍둥이"라고 불렸다.
처칠의 전기 작가 중 한 명인 윌리엄 맨체스터는 국민 예산을 "혁명적인 개념"이라고 불렀는데, 이는 영국 역사상 부의 재분배를 영국 인구 전반에 걸쳐 균등하게 하려는 명시적인 의도를 가진 최초의 예산이었기 때문이다. 이는 자유당 정부와 보수당이 장악한 상원 간의 주요 쟁점이었으며, 1910년 두 차례의 영국 총선과 1911년 의회법의 제정으로 이어졌다.

## 개요
이 예산안은 1909년 4월 29일 데이비드 로이드 조지에 의해 영국 의회에 제출되었다. 로이드 조지는 국민 예산이 빈곤을 없앨 것이라고 주장하며 다음과 같이 칭찬했다.
이것은 전쟁 예산이다. 이것은 빈곤과 비참함에 대한 가차 없는 전쟁을 수행하기 위한 자금을 마련하는 것이다. 나는 이 세대가 지나기 전에 우리가 한때 그 숲을 들끓게 했던 늑대들처럼 이 나라 사람들에게 빈곤과 그 뒤를 따르는 비참함과 인간의 타락이 멀어지는 좋은 시기로 나아가는 큰 발걸음을 내딛을 것이라고 희망하고 믿지 않을 수 없다.

이 예산안에는 자유당 복지 개혁을 위한 자금 마련을 위한 여러 가지 세금 인상안이 포함되었다. 소득세는 2,000파운드 미만의 소득에 대해 파운드당 9 펜스(9d, 즉 3.75%)로 유지되었는데, 이는 오늘날 약 225,000파운드에 해당한다. 하지만 2,000파운드를 초과하는 소득에 대해서는 1 실링(12d, 즉 5%)의 더 높은 세율이 제안되었고, 5,000파운드(오늘날 약 566,000파운드) 이상의 소득이 3,000파운드(오늘날 약 340,000파운드)를 초과하는 금액에 대해서는 6d(추가 2.5%)의 추가 요금 또는 추가세가 제안되었다. 또한 상속세와 해군 재무장에 대한 인상도 제안되었다.
더 논란이 되었던 것은, 이 예산안에 토지 전면 평가 도입과 토지 소유권 변경 시 가치 증가에 대한 20% 세금 부과 제안이 포함되었다는 점이다. 토지세는 미국의 조세 개혁가인 헨리 조지의 사상에 기반을 두었다. 이는 대지주들에게 큰 영향을 미쳤을 것이며, 많은 대지주였던 보수-연합주의 야당은 1886년 자유당 분열 이후 상원에서 압도적인 다수를 차지하고 있었다. 더욱이, 보수당은 수입에 대한 관세 도입을 통해 자금을 조달해야 한다고 믿었는데, 이는 영국 산업과 제국 내 무역에 도움이 되고 동시에 사회 개혁을 위한 수입을 창출할 것이라고 보았다. 그러나 이는 수입 식품 가격을 인상할 것이기 때문에 또한 인기가 없었다. 경제 이론에 따르면, 이러한 관세는 지주들에게, 특히 농산물에 대한 관세는 매우 유익했을 것이지만, 일반 소비자에게 미치는 비용이 이 지주들의 이득을 초과했을 것이다(곡물법 참조).
이 예산은 자유당원들로부터 광범위한 지지를 받았다. 한 관찰자는 다음과 같이 언급했다.

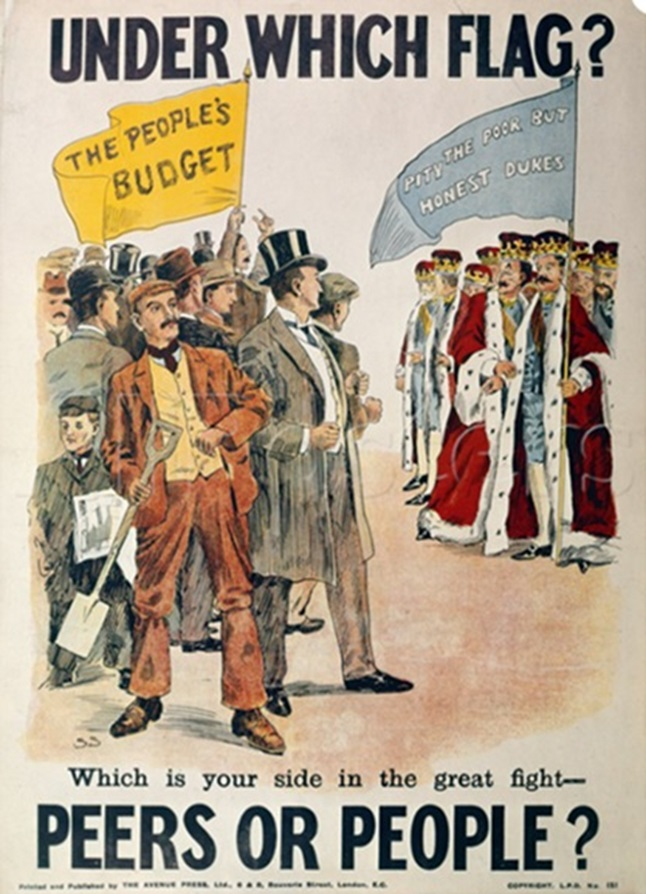
"노동당과 민주연맹"(노동당의 한 분파)의 선거 포스터

자유당 진영에서 예산은 전반적으로 열렬히 환영받았다. 일부 구 휘그당원들은 토지세에 대해 불만을 표했으며, 나중에는 30명이 수상에게 이 문제에 대한 대표단을 구성했다. 그러나 그들은 당에 심각한 분열을 일으킬 정도로 의구심을 표하지는 않았다. 대다수의 자유당 의원들에게는 정반대의 효과가 있었다. 그들은 상세한 제안들을 승인했지만, 더욱 강력하게, 지지를 잃어가던 정당에게 항상 그렇듯이, 그들은 지도자들이 주도권을 되찾은 것을 승인했다. 그들은 '최초의 민주적 예산'을 환영했고, 1906년의 '기쁘고 자신감 넘치던 아침'의 정신을 어느 정도 되찾을 수 있을 것이라고 느꼈다.

### 헌법적 대립
노스클리프 프레스(타임스와 데일리 메일을 발행)는 관세 개혁의 기회를 주기 위해 예산안을 거부할 것을 촉구했다. 많은 공개 회의가 열렸고, 그 중 일부는 공작들이 주최했는데, 예산을 사회주의의 첫 단계로 묘사했다. 로이드 조지는 1909년 10월 뉴캐슬어폰타인에서 연설에서 "완전 무장한 공작 한 명을 유지하는 데 드레드노트 두 척만큼 비용이 든다. 그리고 공작은 그만큼 큰 공포이며 더 오래 지속된다"고 말했다. 보수당은 예산안을 거부하여 선거를 강제하려고 했다.
상원은 관례상 금전 법안을 거부할 권리는 있었지만 수정할 권리는 없었으며, 2세기 동안 예산안을 거부한 적이 없었다. 원래 예산안에는 기존 세금의 연간 갱신만 포함되어 있었고, 세금 개정은 별도의 법률의 일부였다. 이는 1860년 상원이 인지세 폐지를 거부하면서 끝났는데, 이는 기존 신문사들의 손실을 감수하고 곧 투표권을 얻기를 희망하는 사람들을 대상으로 한 새로운 저렴한 신문사에 이익을 주었을 것이다. 그 이후 모든 세금은 재정 법안에 포함되었고, 윌리엄 하코트 경이 1894년에 논란이 많았던 사망세를 도입했을 때를 포함하여 그러한 법안은 거부되지 않았다.
에드워드 7세가 위기를 피하기 위해 예산안이 통과되어야 한다고 비공개적으로 촉구했음에도 불구하고, 상원은 1909년 11월 30일 새 예산안을 거부했지만, 자유당이 선거에서 이에 대한 위임을 얻는 즉시 법안을 통과시킬 것이라고 명확히 밝혔다. 자유당은 상원의 권한을 축소하는 것을 제안함으로써 맞섰다. 이것이 1910년 1월 영국 총선의 주요 쟁점이었으며, 로이드 조지가 즐겼던 엄청난 대결의 무대가 되었다.
열띤 수사에도 불구하고, 국내 여론은 분열되어 있었다. 연합주의자들은 득표율 47%로 자유당과 노동당 동맹에게 뒤졌다. 결과는 헝 의회였고, 자유당은 의회 다수를 위해 노동당과 아일랜드 의회당에 의존했다. 지속적인 지지의 대가로 아일랜드 민족주의 의원들은 상원의 거부권을 제거하여 더 이상 아일랜드 자치를 막을 수 없도록 하는 조치를 요구했다. 그들은 H. H. 애스퀴스가 그러한 조치를 도입하겠다고 약속할 때까지 하원에서 예산안에 반대 투표하겠다고 위협하기까지 했다(아일랜드 민족주의자들은 관세 개혁을 선호했으며 위스키 세금 인상 계획을 혐오했다).
그들이 약속했듯이, 상원은 1910년 4월 28일 예산안을 승인했지만, 정부와 상원 간의 논쟁은 1910년 12월의 두 번째 총선까지 계속되었다. 이 선거에서 연합주의자들은 연합된 상대들에게 다시 뒤졌다. 결과는 또 다른 헝 의회였고, 자유당은 다시 노동당과 아일랜드 의회당에 의존했다. 그럼에도 불구하고, 상원은 조지 5세 신임 국왕(예산안 통과 7일 후인 1910년 5월 6일 사망한 에드워드 7세)으로부터 수백 명의 새로운 자유당 귀족들을 상원에 채워 자유당이 과반수 또는 거의 과반수를 차지할 수 있도록 하는 것이 허용될 것이라는 위협에 직면하여 1911년 의회법을 통과시켰다.

## 같이 보기
- 예산 연맹
- 예산 시위 연맹
- 땅 (노래)
- 영국의 복지 국가

## 일반 및 인용 참고 자료
- Blewett, Neal. The peers, the parties and the people : the British general elections of 1910 (1972) 온라인
- Bradley, A.W.; Ewing, K.D. (2007). 《헌법 및 행정법》 14판. 영국 할로우: 롱맨. ISBN 978-1-4058-1207-8.
- Cross, Colin (1963). 《집권 중인 자유당 (1905–1914)》. 런던: 배리 앤 로클리프 위드 팔 몰 프레스.

- Daunton, Martin. Trusting Leviathan: The Politics of Taxation in Britain 1799–1914 (Cambridge University Press, 2001), chapter 11.온라인

- Gilbert, Bentley Brinkerhoff. "David Lloyd George: Land, The Budget, and Social Reform". American Historical Review 81.5 (1976): 1058–1066. 온라인
- Gilbert, Bentley Brinkerhoff. David Lloyd George A Political Life: The Architect of Change 1863–1912 (Ohio  State University Press, 1987), pp 361-398
- Grigg, John. Lloyd George, the people's champion, 1902-1911 (1978).  pp.170–291. 온라인

- Jenkins, Roy. Mr. Balfour's poodle: an account of the struggle between the House of Lords and the government of Mr. Asquith. (1968) 온라인
- Lee, Geoffrey. The People's Budget: An Edwardian Tragedy (Shepheard-Walwyn, 2008).
- Magnus, Philip (1964). 《에드워드 7세 국왕》. 런던: 존 머레이. ISBN 0140026584.

- Morgan, Kenneth O. "‘Rare and refreshing fruit’: Lloyd George's People's Budget." Public Policy Research 16.1 (2009). https://doi.org/10.1111/j.1744-540X.2009.00551.x

- Murray, Bruce K. The People's Budget , 1909-10: Lloyd George and Liberal Politics (Oxford University Press. 1980).
  - Murray, Bruce K. "The Politics of the 'People's Budget'." Historical journal 16#3 (1973): 555–570. JSTOR 2638204. 또한 온라인
  - Murray, Bruce (2009년 가을). 《"국민 예산" 한 세기 후》 (PDF). 《자유당 역사 저널》 (자유민주당 역사 그룹). 4–13쪽. 
  - Murray, Bruce K. "The Unionist Leaders and the rejection of the 'People's Budget', 1909." South African Historical Journal 8.1 (1976): 84–103.
- Watson, Steven. "The Budget and the Lords: the Crisis of 1909–11." History Today (1953) 3#4 pp. 240–248. 온라인